# Взрыв на рок-фестивале «Крылья»
Взрыв на рок-фестивале «Крылья» произошёл 5 июля 2003 года около метро «Тушинская» и Тушинского аэродрома в Москве.

## Теракт
По официальной версии, в субботу, 5 июля 2003 года на фестивале «Крылья» в 14:39 подорвала себя 20-летняя чеченка Зулихан Элихаджиева. Она привела в действие взрывное устройство, однако оно не сдетонировало. Через 13 минут, в 14:52 буквально в нескольких шагах от тела Элихаджиевой взорвала себя другая террористка-смертница, 26-летняя Зинаида Алиева. На сцене в это время выступала рок-группа «Король и Шут». В момент второго взрыва погибли 12 человек, включая смертницу, 52 — ранены.
Это был первый из июльских терактов в столице. 9 июля 2003 года у террористки Заремы Мужахоевой на 1-й Тверской-Ямской улице не сработал детонатор. 10 июля около 2 часов ночи при разминировании её бомбы погиб майор ФСБ Георгий Трофимов.

## Жертвы
От взрыва 11 человек погибли на месте, и ещё по меньшей мере 60 человек были доставлены в больницы Москвы с ранениями различной степени тяжести. Четверо раненых впоследствии скончались от полученных при взрыве ранений.

## Память
В память о жертвах теракта на месте взрыва второй из смертниц установлен мемориальный камень с именами погибших.